# Premier livre de madrigaux (Luca Marenzio)
Pour les articles homonymes, voir Premier livre de madrigaux.
Le Premier livre de madrigaux à cinq voix (titre original en italien, Libro Primo de madrigali a cinque voci) est un recueil de quatorze madrigaux — le dernier étant, en fait, un dialogue pour deux ensembles vocaux à quatre voix — composé  par Luca Marenzio, publié en 1580 à Venise et dédié au cardinal Luigi d'Este.
Comprenant certains madrigaux parmi les plus appréciés de tout le répertoire de la musique vocale de la fin de la Renaissance en Italie — dont Liquide perle, Tirsi morir volea et Dolorosi martir — le Premier livre de madrigaux à cinq voix a rencontré un succès public extraordinaire, que les recueils de la maturité du compositeur n'ont pu égaler.

## Présentation

### Effectif vocal
Le Premier livre de madrigaux de Marenzio est composé pour cinq voix — le canto correspondant à la voix supérieure, souvent tenue dans les interprétations modernes par une soprano, la deuxième voix dite alto (mezzo-soprano ou contralto), le tenore (ténor), le basso (basse), et le quinto. Cette dernière partie ne renvoie pas à une tessiture précise, mais peut être chantée par une deuxième soprano, alto ou ténor selon les pièces. Le musicologue anglais James Chater observe que, « dans ses premiers recueils à cinq voix, Marenzio donne une importance égale aux quinto-tenore et aux quinto-canto ».
Cependant, le dernier madrigal est un Dialogo a otto in risposta d'eco, comprenant donc deux groupes de quatre chanteurs séparés dans l'espace pour créer des effets de réponses et de contrepoint en écho.

### Poèmes mis en musique
1. Liquide perle (Lelio Pasqualino)
2. Ohimè dov'è il mio ben (Bernardo Tasso)
3. Spuntavan già (anonyme)
4. Quando i vostri begli occhi (Jacopo Sannazaro)
5. Tirsi morir volea (Giovanni Battista Guarini)
6. Dolorosi martir (Luigi Tansillo)
7. Che fa oggi il mio sole (anonyme)
8. Lasso ch'io ardo (anonyme)
9. Venuta era Madonna (Jacopo Sannazaro)
10. Madonna mia gentil (anonyme)
11. Cantava la più vaga pastorella (anonyme)
12. Questa di verde herbette (anonyme)
13. Partirò dunque (anonyme)
14. O tu che fra le selve , « dialogue avec réponses en écho » pour deux groupes séparés à quatre voix (parfois attribué à Torquato Tasso)

## Publication

### Édition
Le Premier livre de madrigaux à cinq voix de Marenzio est publié en 1580 à Venise par l'éditeur Angelo Gardano.

### Dédicace
Marenzio dédie son Premier livre de madrigaux à cinq voix au cardinal Luigi d'Este, frère du duc de Ferrare Alphonse II, petit-fils du roi de France Louis XII et « généreux prélat, cumulant dettes sur dettes avec insouciance ». Cette dédicace, sous la forme traditionnelle d'une lettre pleines de louanges à l'égard de son protecteur, est datée du 8 août 1580 à Rome et témoigne de l'ambition, pour le musicien âgé de seulement vingt-six ans, de s'élever dans les sphères de la noblesse romaine grâce au puissant homme d'Eglise. Cependant, le cardinal est un homme dans la quarantaine, « fatigué et de santé fragile ».
De toute évidence, le compositeur s'adressait plutôt à un prince et « un homme du monde, comme le révèle l'inclusion dans son Premier livre d'un madrigal aussi licencieux que Tirsi morir volea dû à la plume fantaisiste de Guarini : dans ce dialogue amoureux entre la nymphe et le berger Thyrsis, l'emploi du verbe « mourir » est à interpréter comme métaphore de l'acte sexuel ».

## Postérité

### Rééditions
On ne saurait s'étonner de ce que le caractère sensuel, voire librement érotique, de certaines pièces du Premier livre de madrigaux à cinq voix de Marenzio ne provoqua « aucun scandale à Rome, ni pour le compositeur ni pour son protecteur le cardinal d'Este », étant donné le climat général de « corruption morale de l'Eglise » et la dolce vita de l'entourage du pape, dont témoigne le Journal de voyage de Montaigne à cette époque.
Le Premier livre de madrigaux à cinq voix rencontra un succès public « extraordinaire, que n'ont pu égaler ses recueils les plus matures ». Il faut compter au moins « neuf réimpressions à Venise et plusieurs rééditions — complètes ou partielles — hors de l'Italie : Phalèse à Anvers, Katharina Gerlach à Nuremberg, Thomas East et William Byrd à Londres dans le premier recueil de Musica Transalpina. Des œuvres comme Liquide perle, Tirsi morir volea et Dolorosi martir firent partie des œuvres favorites des connaisseurs et furent incluses à plusieurs reprises dans des anthologies, transcrites pour le luth ou parodiées sous des formes diverses, y compris en travestissements (contrafacta) spirituels ». Dans sa biographie du compositeur, Marco Bizzarini propose la date du 8 août 1580, « à toute fin pratique, comme le véritable « acte de naissance » du prince des madrigalistes ».

### Influence
Le Premier livre de madrigaux à cinq voix de Marenzio met en musique plusieurs poèmes qui serviront de modèles aux plus grands compositeurs de madrigaux italiens de l'époque : Tirsi morir volea, par exemple, est repris par Giaches de Wert dès l'année suivante (1581), par Philippe de Monte en 1586, Andrea Gabrieli en 1587 et encore « une vingtaine d'autres compositeurs » avant que Carlo Gesualdo ne l'intègre dans son Premier livre de madrigaux en 1594.
Marenzio lui-même avait repris le poème d'après un madrigal du compositeur flamand Leonard Meldert — daté de 1578 et dédié à un autre cardinal bien plus mondain que dévot, Giulio della Rovere — dont il est probable qu'il avait pris connaissance à Ferrare, mais les nombreuses adaptations qui suivirent « ne purent s'empêcher de refléter l'heureux modèle de Marenzio ».
L'une des adaptations les plus originales de ce madrigal est la transcription intégrale qu'en a réalisé Peter Philips pour le virginal, après avoir assuré la diffusion en Angleterre de plusieurs madrigaux du Premier livre de Marenzio. De fait, cette pièce en trois parties, insérée dans le Fitzwilliam Virginal Book, « se distingue de toutes les autres œuvres du recueil par sa volonté de représenter l'action décrite dans le poème par des mouvements saisissants sur le clavier. Cette pièce constitue alors une sorte de chaînon manquant entre le madrigal, dont le sens est toujours confirmé par le texte confié aux chanteurs, et la flamboyance sans paroles de la toccata du XVIIe siècle ».

## Discographie
- Luca Marenzio, Primo Libro di Madrigali a cinque voci, La Compagnia del Madrigale (2013, Glossa GCD 922802)

### Ouvrages généraux
- (en) Alfred Einstein, The Italian Madrigal, Princeton, Princeton University Press, 1949
- (en) Susan McClary, Modal Subjectivities, self-fashioning in the Italian madrigal : 6. A Coney Island of the madrigal, Wert and Marenzio, Los Angeles, University of California Press, 2004, 386 p. (ISBN 0-520-23493-6, lire en ligne), p. 122-145

### Monographies
- (it) Marco Bizzarini, Luca Marenzio, la carriera di un musicista tra Rinascimento e Controriforma, Brescia, Promozione Franciacorta, 1998, 352 p. (ISBN 978-88-86189-02-6)
  - (en) Marco Bizzarini (trad. de l'italien par James Chater), Luca Marenzio, The Career of a Musician Between the Renaissance and the Counter-Reformation, Aldershot, Routledge, 2003 (rééd. 2016), 396 p. (ISBN 978-0-7546-0516-4 et 0-7546-0516-7)
- (it) Marco Bizzarini, Luca Marenzio, Rome, NeoClassica, 2017, 168 p. (ISBN 978-88-9374-014-2)
- (en) James Chater, Luca Marenzio and the Italian Madrigal, 1577–1593, vol. 1, Ann Arbor, UMI Research Press, 1981 (ISBN 0-8357-1242-7)
- Catherine Deutsch, Carlo Gesualdo, Paris, Bleu nuit éditeur, coll. « Horizons », 2010, 176 p. (ISBN 978-2-35884-012-5)